# Nobilis Tilia
Nobilis Tilia, s.r.o. je česká soukromá společnost, zabývající se výrobou a prodejem přírodní, aromaterapeutické a bio kosmetiky. V obchodním rejstříku byla zapsána 10. listopadu 2004 jako společnost s ručením omezeným pod spisovou značkou C 21050, vedenou u Krajského soudu v Ústí nad Labem. Společnost sídlí v Krásné Lípě - Vlčí Hoře v okrese Děčín v Ústeckém kraji.

## Historie
V roce 1994 založil dr. Zbyněk Šedivý značku aromaterapeutické kosmetiky Nobela. V následujícím roce přibyli další dva společníci a vznikla společnost s ručením omezeným, nazvaná podle svého sídla Nobilis Tilia (latinský překlad jména města Krásná Lípa). Společnost postupně rozšiřovala své zastoupení v zahraničí - po Slovensku následně přibyly kontakty v Británii, Francii, Japonsku, na Tchaj-wanu a v dalších zemích.

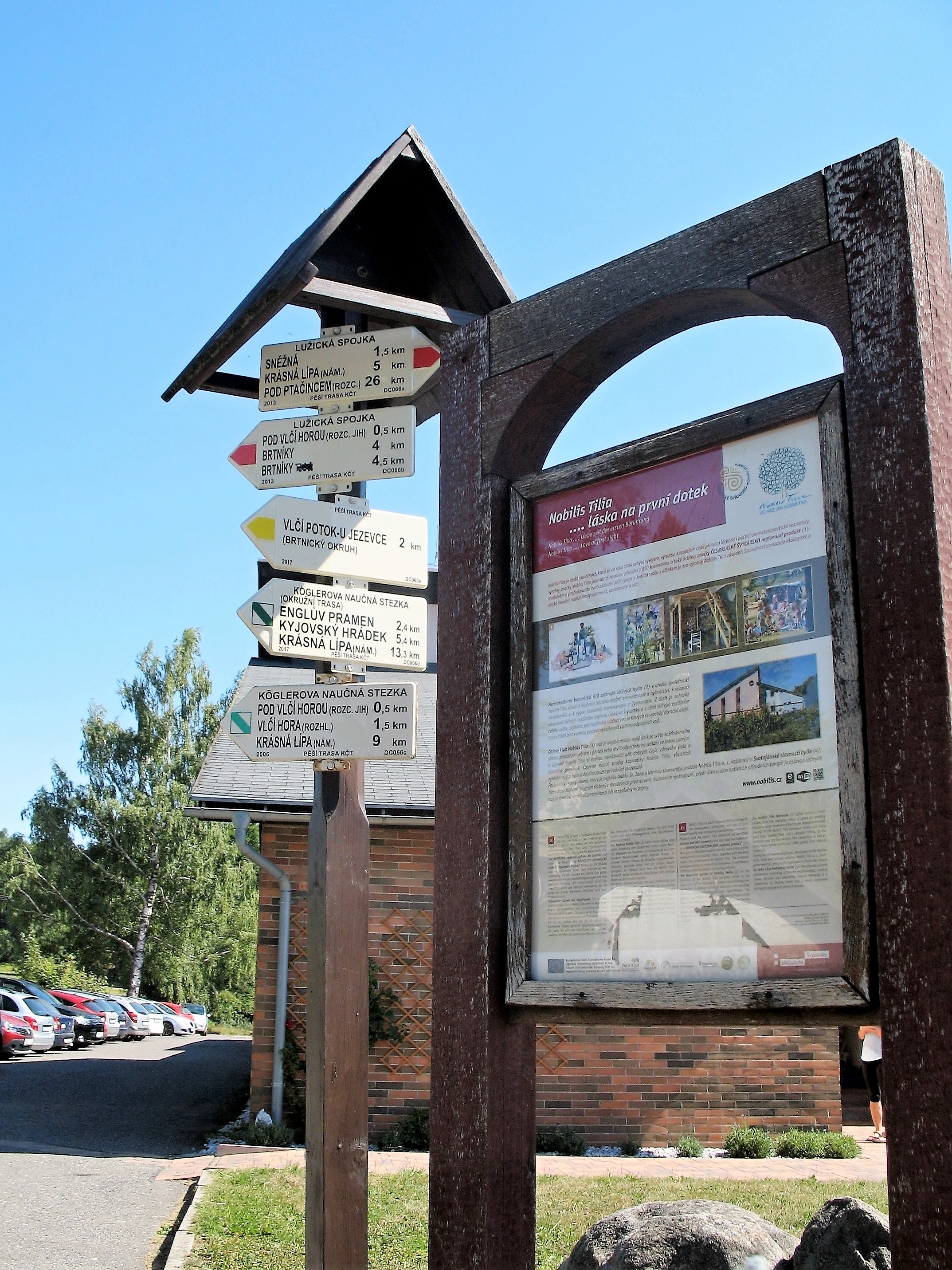
Turistický rozcestník poblíž sídla firmy

Představitelé společnosti stáli v roce 1996 u zrodu Asociace českých aromaterapeutů a od roku 2002 jsou zastoupeni ve společnosti Geenhealth, Středomořské asociace fytoterapeutů se sídlem na Farmaceutické fakultě v Montpellier ve Francii. Zástupci společnosti Nobilis Tilia se aktivně účastní přednáškové a vzdělávací činnosti českého Institutu aromaterapie, včetně pořádání kurzů pro veřejnost v sídle společnosti. Součástí této prezentace a vzdělávacích aktivit je též publikační činnost.
Firma sídlí v centru Vlčí Hory poblíž bývalé rychty (č.p. 40) a místa, kde kdysi stával Wenzelův hostinec, který shořel v roce 1974. Později zde byl vybudován nový hostinec a v tomto objektu (č.p. 139) zřídila společnost Nobilis Tilia po roce 2015 své zákaznické centrum, jehož součástí je čajovna a firemní prodejna. Přírodní aromaterapeutická kosmetika z Vlčí Hory je certifikována jako regionální produkt v rámci regionu Českosaské Švýcarsko.

## Botanická a bylinková zahrada
Od roku 2000 ve Vlčí Hoře působilo občanské sdružení Nobilis Tilia, které bylo v roce 2015 z legislativních důvodů změněno na spolek Vlčihorská zahrada. Spolek byl založen jako dobrovolná, zájmová a společenská organizace sdružující osoby se zájmem o rozšiřování znalostí aromaterapie a součástí jeho aktivit je péče o botanickou a bylinkovou zahradu, která byla vybudována v prostorách areálu společnosti Nobilis Tilia. Zahrada, která je budována na principu permakultury, je celoročně přístupná veřejnosti. Jsou zde rovněž pořádány přednášky a exkurze, od roku 2004 se vždy koncem června v areálu zahrady konají Svatojánské slavnosti.
Součástí zahrady je kořenová čistírna odpadních vod o rozloze 210 m², jejíž pole je osázeno monokulturou chrastice rákosovité. Čistírna byla vybudována v letech 2007-2008 v rámci projektu Integrovaný management ekosystémů v severních Čechách jako jedna z podobných čistíren, které byly v rámci uvedeného projektu realizovány obecně prospěšnou společností České Švýcarsko. Projekt byl podpořen dotací ze Světového fondu životního prostředí (Global Environment Facility) prostřednictvím Rozvojového programu Organizace spojených národů (United Nations Development Program). Další kořenové čistírny odpadních vod vznikly na Děčínsku v letech 2005-2008 na území obcí Doubice, Jetřichovice, Janov, Hřensko, Chřibská, Růžová, Srbská Kamenice a Staré Křečany.

## Dostupnost
Sídlo firmy Nobilis Tilia s botanickou zahradou se nachází v centru vesnice Vlčí Hora ve Šluknovském výběžku, necelý 1 km vzdušnou čarou jižně od vrcholu kopce Vlčí hora (581 m n. m.) se stejnojmennou rozhlednou, a pouhých zhruba 400 metrů směrem na východ od hranice Národního parku České Švýcarsko. Kolem sídla společnosti prochází červeně značená turistická cesta, která směřuje z Krásné Lípy do Brtníků, a též tudy vede trasa Köglerovy naučné stezky. Poblíž firemního areálu se nachází autobusová zastávka Krásná Lípa, Vlčí Hora, v letní sezóně existuje též železniční spojení do zastávek Zahrady u Rumburka nebo Panský na trati Krásná Lípa - Panský a dále do Mikulášovic.

## Galerie

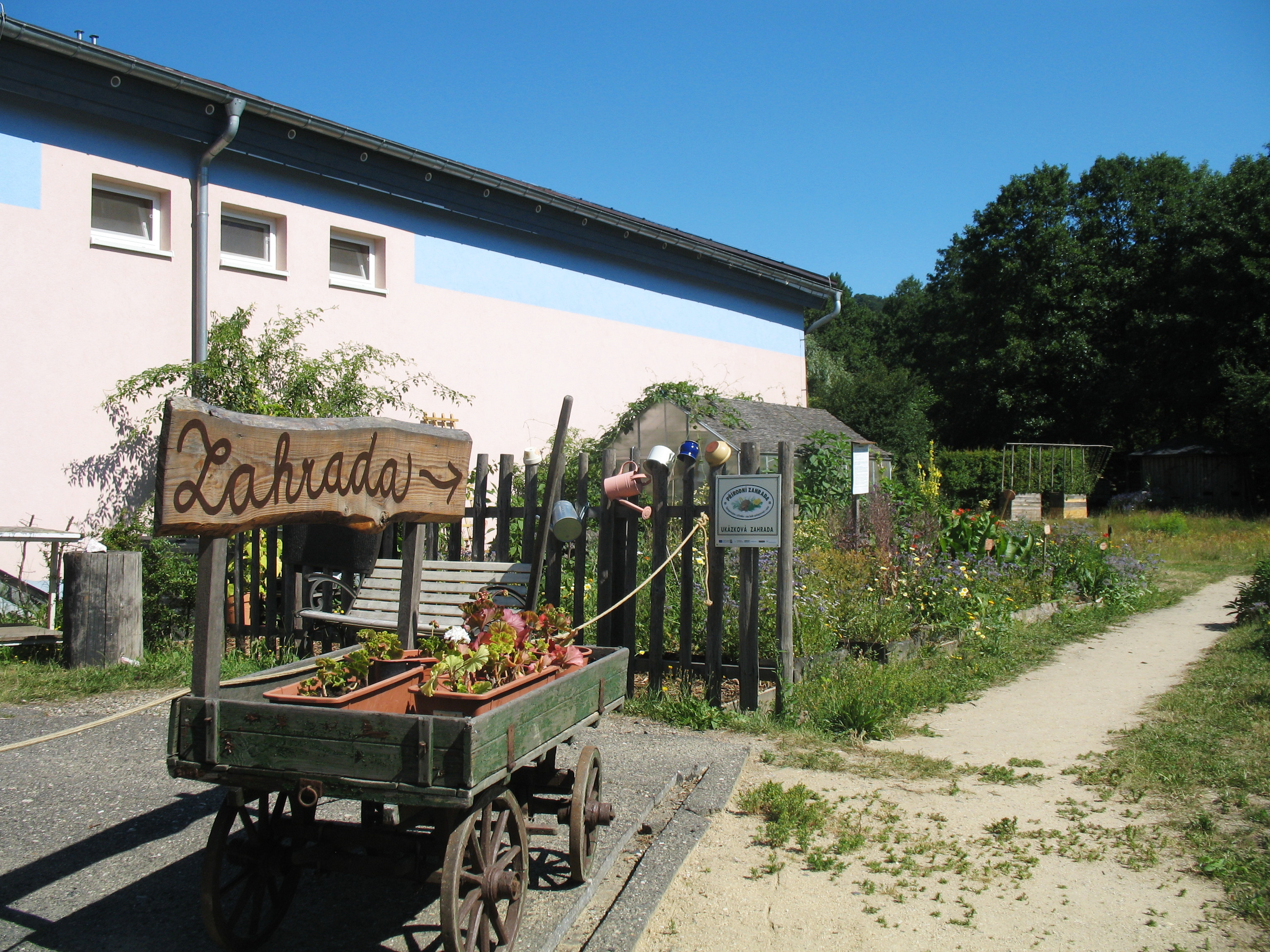
Vstup do zahrady
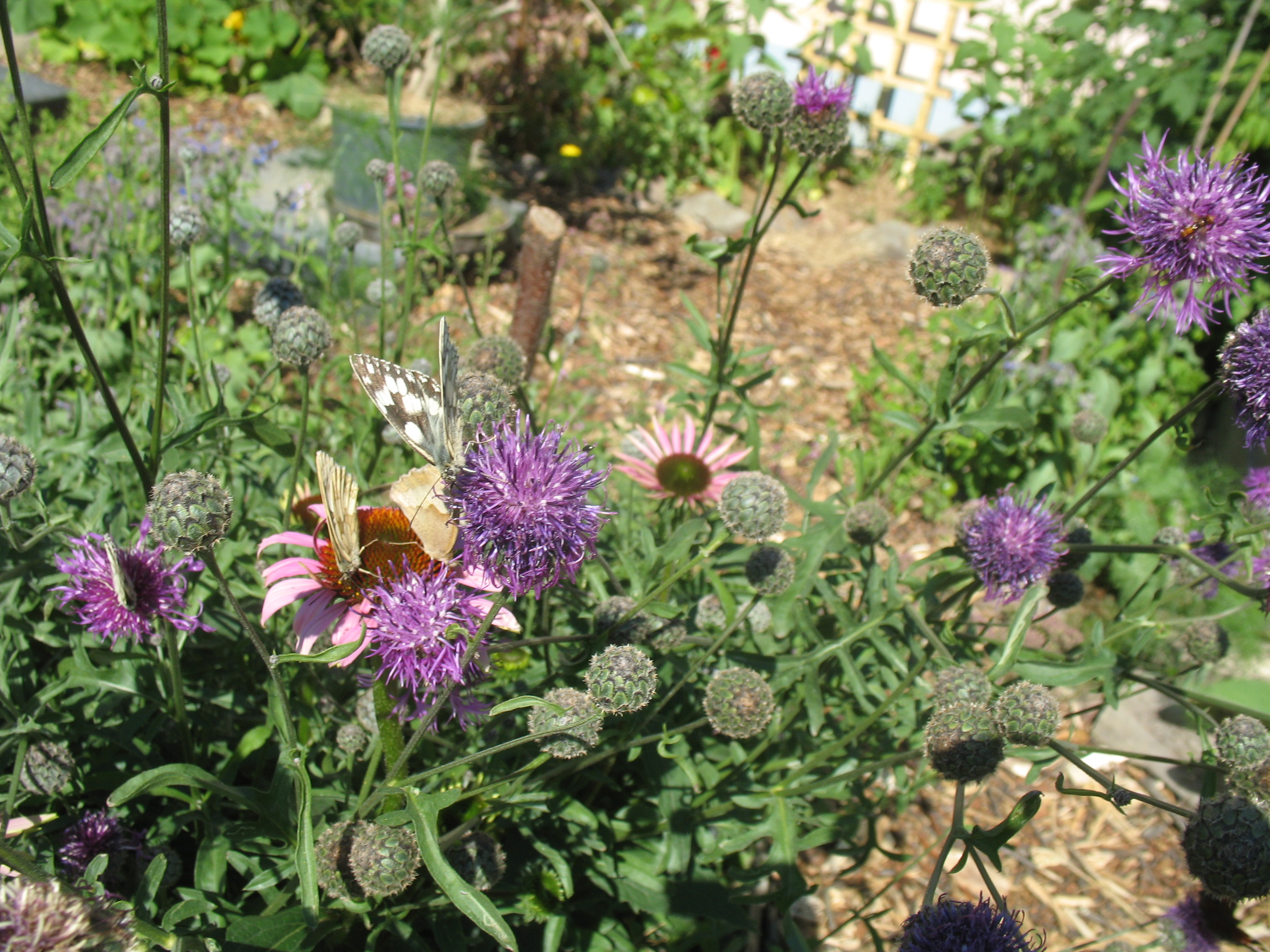
Ráj motýlů
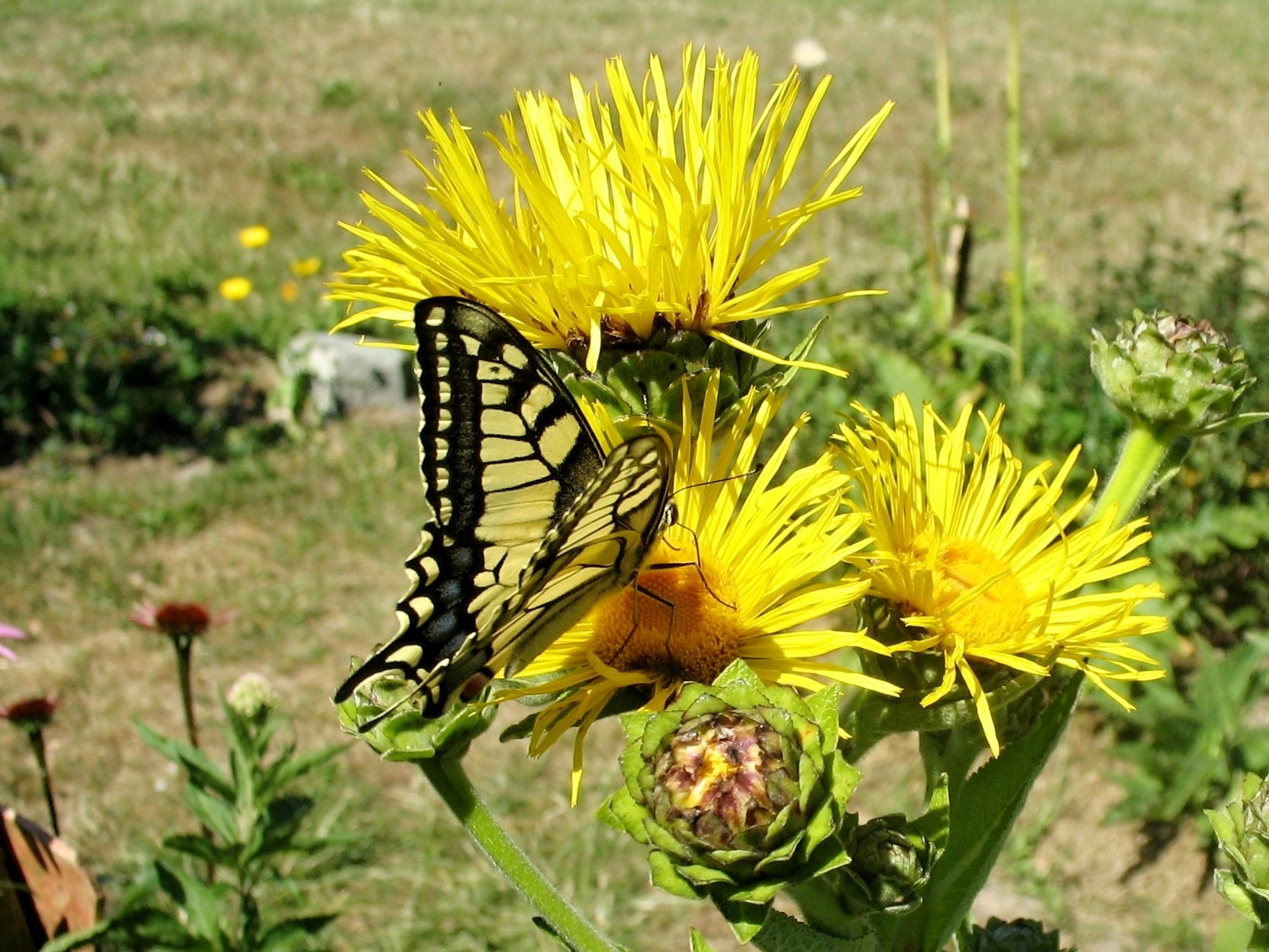
Otakárek fenyklový
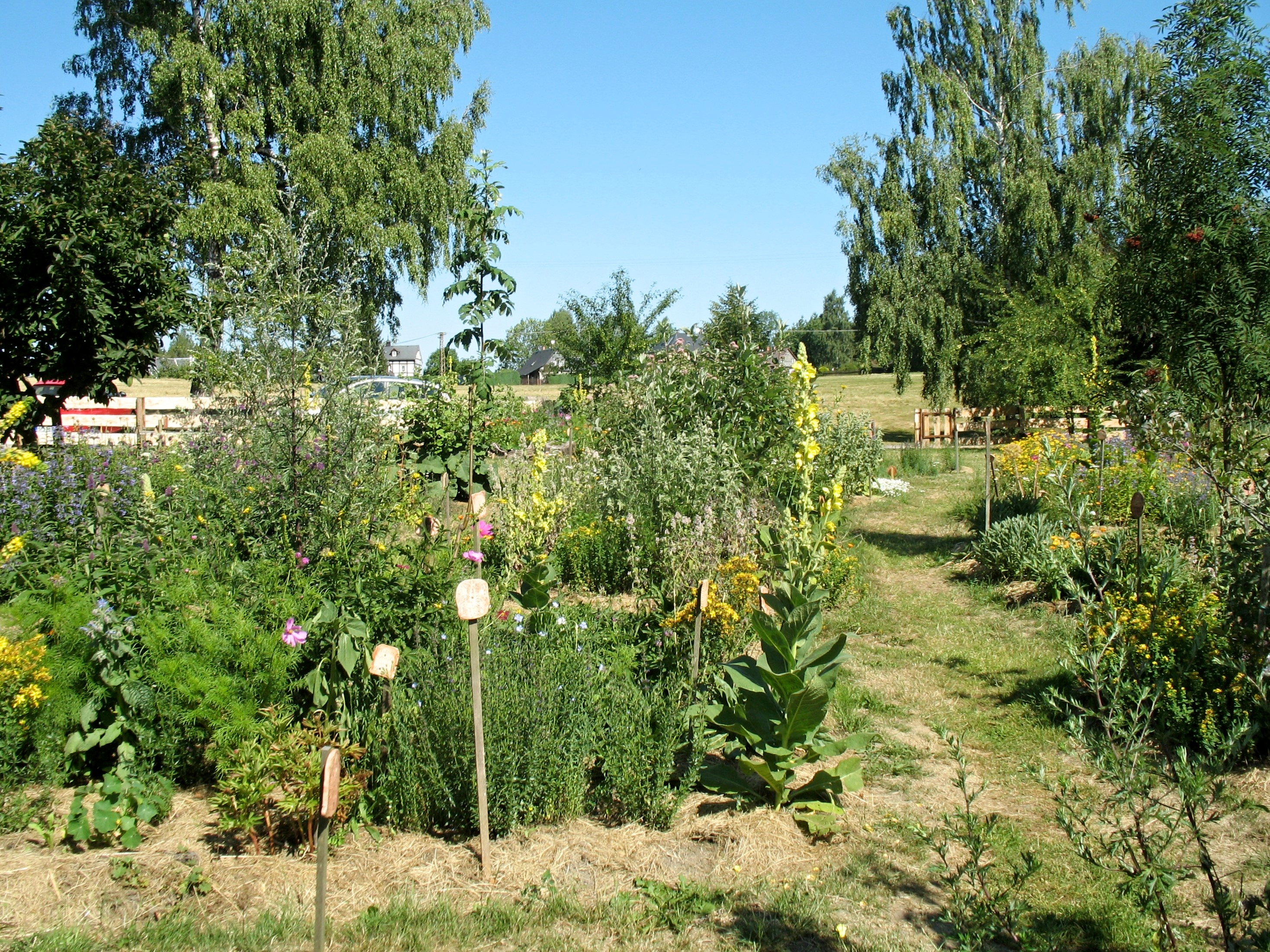
Pestrá směs květů a bylin
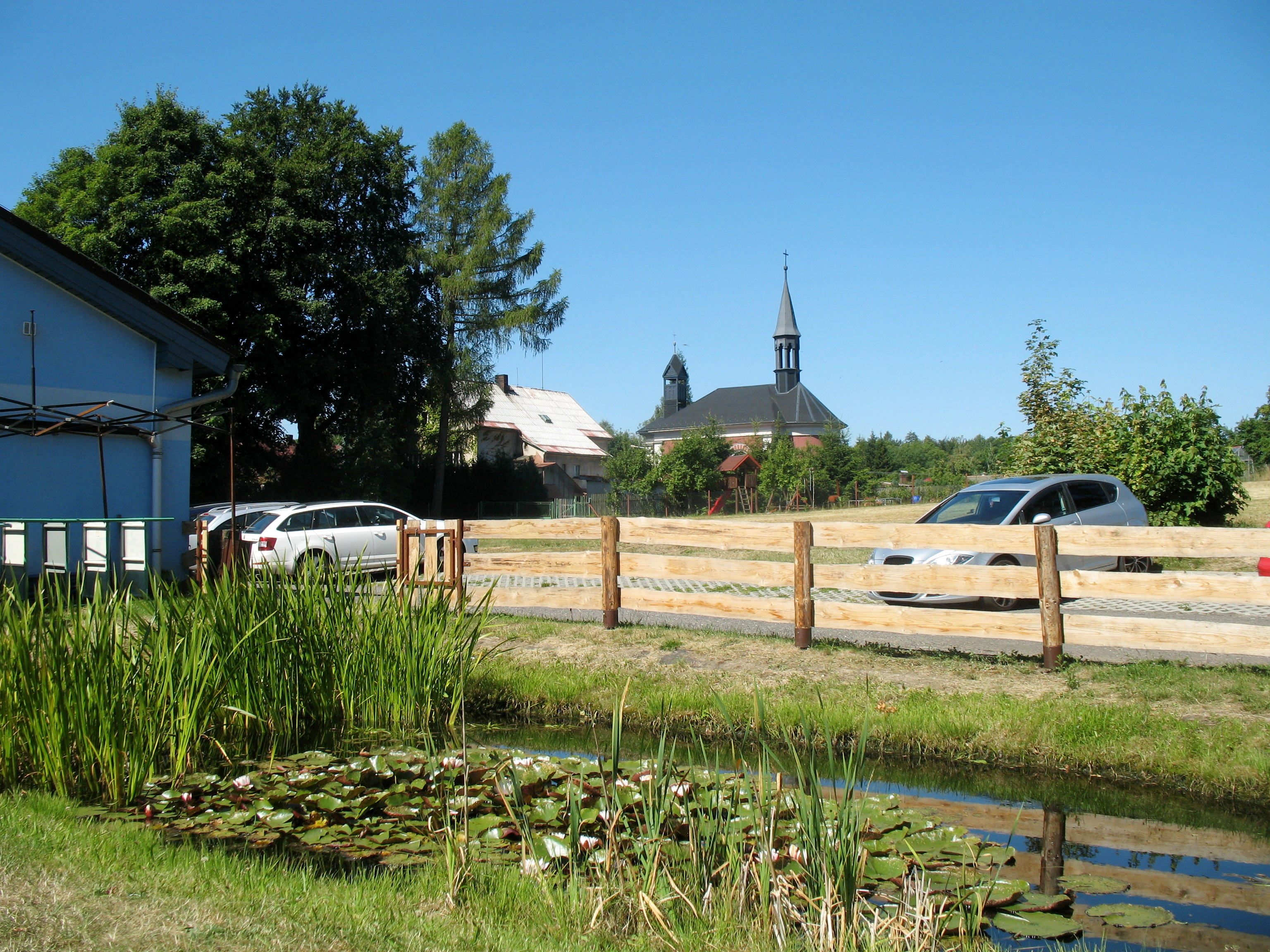
Pohled ke kapli
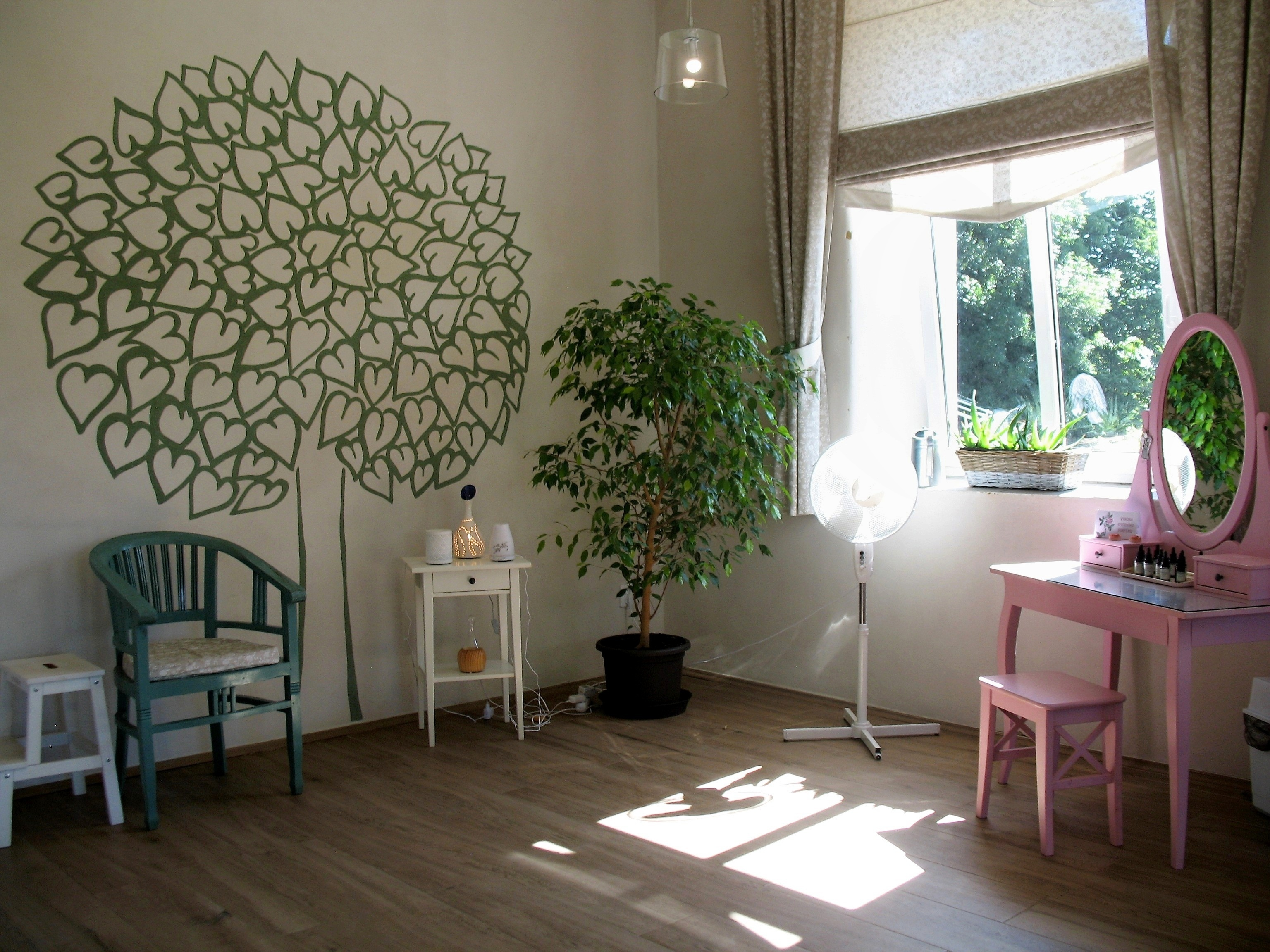
Interiér prodejny